# Muriel Santa Ana
Muriel Santa Ana (Buenos Aires, 13 luglio 1970) è un'attrice e cantante argentina.

## Biografia
È una delle più popolari attrici argentine. La sua fama arriva nel 2007 quando interpreta Grace, la migliore amica di Lola, nella popolare telenovela argentina Lalola.
Nel 2009 entra a far parte del cast di Ciega a citas un'altra telenovela molto popolare in Argentina, dove interpreta il ruolo della protagonista Lucia Gonzales.
Nel 2011 recita al fianco dell'attore protagonista del film premio Oscar Il segreto dei suoi occhi, Ricardo Darín, nella pellicola Cosa piove dal cielo? vincitore del Marc'Aurelio d'Oro per il Miglior Film al Festival Internazionale del Film di Roma 2011, nel ruolo di Mari, una donna innamorata del protagonista.
Muriel fa anche parte di un gruppo che sperimenta la musica rock-pop teatrale, insieme ad altri attori argentini come Mike Amigorena, Luciano Bonanno, Mariano Torre chiamato "Ambulanza".

## Televisione
- Una familia especial (2005)
- Juanita, la soltera (2006)
- Lalola (2007-2008)
- Ciega a citas (2009-2010)
- Un año para recordar (2011)
- El hombre de tu vida (2011)
- Solamente vos (2013-2014)

## Cinema
- Incómodos (2007)
- Negro Buenos Aires (2008)
- Cosa piove dal cielo? (Un cuento chino), regia di Sebastián Borensztein (2011)
- Mi primera boda (2011)
- Chiamatemi Francesco - Il Papa della gente (2015)

## Teatro
- Mariana Pineda (1995)
- Aquellos gauchos judíos (1995)
- Entretanto las grandes urbes (1997-1998)
- La diosa (1999)
- Galileo Galilei (1999-2000)
- La casa de Bernarda Alba (2002)
- La ópera de Tres centavos (2004)
- Woyzeck (2006)
- El pan de la locura (2006)
- Chicas católicas (2006-2007)
- Tres hermanas (2008)
- La cocina (2009)
- La Vida es Sueño (2010)